# Candidatura de Medellín aos Jogos Olímpicos de Verão da Juventude de 2018
Medellín 2018 foi uma candidatura da cidade colombiana de Medellín e do Comité Olímpico Colombiano para acolher os Jogos Olímpicos da Juventude de 2018.

## História

### Fase de apresentação de candidatura

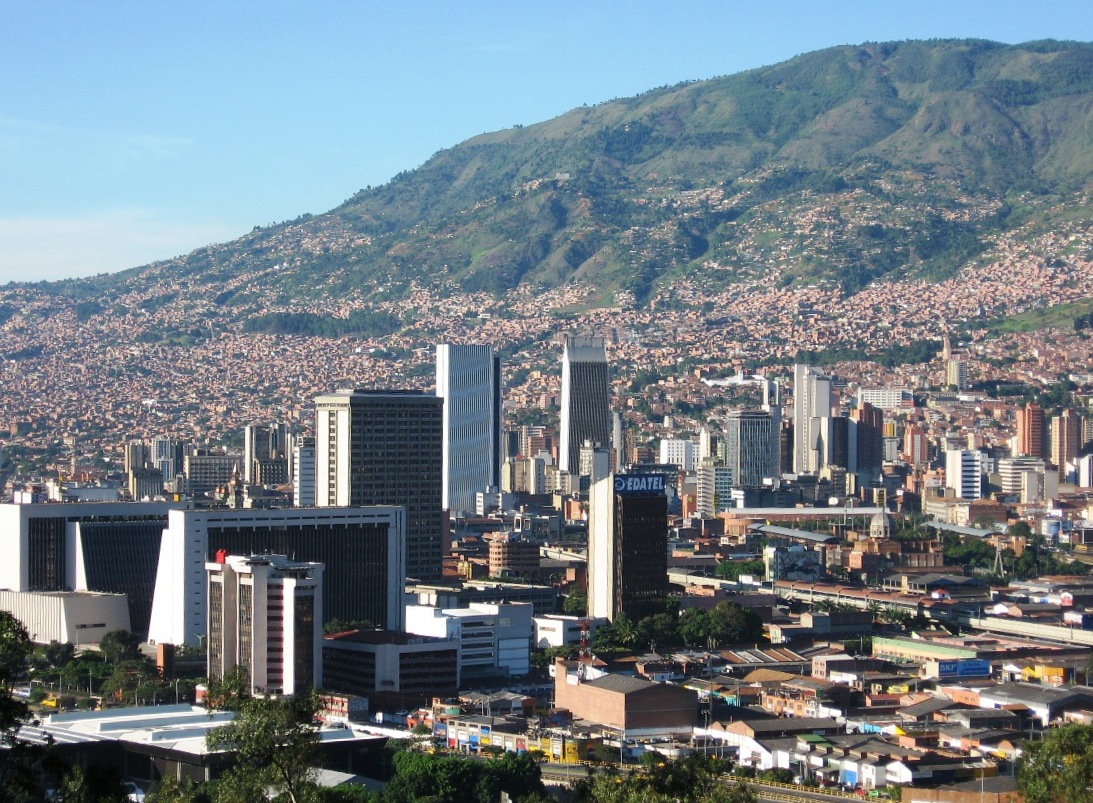
Perfil de Medellín.

A candidatura de Medellín aos Jogos surgiu na sequência da vitória na corrida à sede dos Jogos Sul-Americanos de 2010, com as infraestruturas necessárias já construídas no complexo Atanasio Girardot. A eventos Olímpicos, esta candidatura foi inédita para a Colômbia, mas o país já havia acolhido os Jogos Pan-Americanos de 1971 em Cali. Em Janeiro de 2012, Andres Botero Phiillipsbourne foi promovido a Ministro dos Desportos da Colômbia. É um membro do Comité Olímpico Internacional (COI), e trabalharia para promover a candidatura.
Medellín 2018 assinou o Procedimento de Candidatura aos Jogos Olímpicos da Juventude em Março de 2012. Em Julho do mesmo ano, Juan Camilo Quintero Medina foi designado como director-executivo da candidatura.

### Fase final de candidatura
No dia 13 de Fevereiro de 2013, o COI confirmou Medellín como uma das três cidades finalistas na corrida à sede das Olimpíadas da Juventude de 2018. Posteriormente, no dia 13 de Junho do mesmo ano, a Comissão de Avaliação do COI divulgou o seu relatório das candidaturas, concluindo que a candidatura dos colombianos representava um risco mínimo. 
A 4 de Julho de 2013, Medellín chegou à segunda e decisiva ronda de votação para a sede dos JOJ 2018, mas ficou dez votos atrás de Buenos Aires (39 contra 49).